# Lebrecht van Anhalt-Köthen
Lebrecht van Anhalt-Köthen (Plötzkau, 8 april 1622 - Köthen, 7 november 1669) was van 1653 tot 1665 vorst van Anhalt-Plötzkau en van 1665 tot aan zijn dood vorst van Anhalt-Köthen. Hij behoorde tot het huis Ascaniërs.

## Levensloop
Lebrecht was de tweede zoon van vorst August van Anhalt-Plötzkau en diens echtgenote Sophia van Solms-Laubach, dochter van graaf Johan George.
In 1653 volgde hij zijn vader op als vorst van Anhalt-Plötzkau, samen met zijn oudere broer Ernst Gottlieb en zijn jongere broer Emanuel. Samen met hun vorstendom erfden ze ook het regentschap van de minderjarige vorst Willem Lodewijk van Anhalt-Köthen. Terwijl Lebrecht en Emanuel als regenten van Anhalt-Köthen dienden, werd Ernst Gottlieb tot aan zijn dood in 1654 de enige heerser over Plötzkau.
In 1659 eindigde het regentschap van Lebrecht over Anhalt-Köthen toen Willem Lodewijk volwassen werd verklaard en zelfstandig begon te regeren. Lebrecht keerde daarop terug naar Anhalt-Plötzkau, waar hij regeerde samen met zijn broer Emanuel. Toen Willem Lodewijk in 1665 kinderloos stierf, erfden Lebrecht en Emanuel het vorstendom Anhalt-Köthen. Hierdoor moesten ze Anhalt-Plötzkau afstaan aan het Anhalt-Bernburg, aangezien Anhalt-Plötzkau officieel tot Anhalt-Bernburg behoorde.
Op 18 januari 1655 huwde hij in Plötzkau met Sophia Ursula Eleonora (1628-1675), dochter van graaf Hendrik Wolraad van Stolberg-Wernigerode. Het huwelijk bleef kinderloos.
In november 1669 stierf Lebrecht op 47-jarige leeftijd na vier jaar geregeerd te hebben over Anhalt-Köthen. Aangezien hij kinderloos bleef, werd hij opgevolgd door zijn jongere broer en medeheerser Emanuel. 